# Караагач (Одрин)
Вижте пояснителната страница за други значения на Караагач.
Караагач (на турски: Karaağaç, което на турски значи бряст) е село в европейската част (Източна Тракия) на Турция, околия Одрин, вилает Одрин. По време на Балканската война е част от отбранителната линия Люлебургас - Караагач - Бунархисар. Намира се до река Марица.

## История
В XIX век Караагач е българо-гръцко село в Одринската кааза на Одринския вилает на Османската империя. Според „Етнография на вилаетите Адрианопол, Монастир и Салоника“, издадена в Константинопол в 1878 година и отразяваща статистиката на населението от 1873 година, Караагач (Karaagatch) има 120 домакинства и 218 българи и 314 гърци.
През 1874 г. успенците откриват в квартала Караагач източнокатолическата българска семинария „Св. св. Петър и Павел".
През 1890 г. е построена ЖП гарата в Караагач, на левия бряг на реката. През 1971 година на другия бряг на Марица е построена нова ЖП гара, като старата е изоставена, a се ползва за административна сграда на Тракийския Университет. Сградата, изпълнена в стил сецесион, е забележителен обект на архитектурата и е считана за „най-красивата гара от Виена до Истанбул“.
Разположената тук стара гара на Одрин и поща през Балканската война и преди нея също е била наричана и Демирташ (Тимурташ) (на френски: Demir Tashe (Demir-Tashe); на турски: Demirtaş (Timurtaş)) по името на близкото малко село Демирташ. Този щемпел се чете на много от писмата на български войници и чужденци пращани от Одрин и не бива да се бърка с малкото едноименно село Демирташ до гр. Ксанти, дн. с. Сидиропетра (Σιδηρόπετρα), с което нямат нищо общо.
ЖП инфраструктурата на гара Караагач е първият в световната история обект на въздушна бомбардировка и разузнаване от въздуха със стратегическа цел.
Това се случва на 29 октомври 1912 г. нв 10 часа сутринта, в началото на обсадата на Одринската крепост от българската армия. За полета има рапорт, който създава военния стандарт за задължително рапортуване на обстоятелствата и резултатите от бойните полети, извършвани от всички воюващи страни в по-нататъшнаата история. Самолетът "Албатрос F-3", произведен в Германия, е пилотиран от поручик Радул Миков с наблюдател и бомбардир Продан Таракчиев. Полетът започва в 9:30 ч. от летище край Мустафа паша (дн. Свиленград) – първото военно летище в историята, създадено със стратегическа цел и продължава 1 час и 20 минути на 500 м височина. В самолета са взети две бомби за проба и привързани по импровизиран начин в кошове, прикрепени отстрани така, че да бъдат използвани от въздуха. Времето е било „великолепно, слънчево“. Според разузнавателната задача самолетът се насочва първо към Одрин и лети „в широк кръг над града“, в резултат на което е открито местонахождението на прикритите турски части в друго населено място. След изпълнение на основната задача летците пристъпват към бомбардировката. Насочват се към жп гарата на Одрин в близкото село Караагач, където бомбардировката може да окаже най-значима материална и морална щета на противника. Продан Таракчиев пуска бомбите. С четири пробойни в корпуса на самолета летците се приземяват благополучно в Свиленград. Журналисти и военни аташета присъстват на летището, за да научат повече за този непознат зараждащ се род войска.

## Личности
Свързани с Караагач
- Иван Стефанов, български духовен деец, по произход от Караагач